# Perneb
Perneb est le fils du roi égyptien Hotepsekhemouy de la IIe dynastie. Il n'est connu que par des sceaux d'argile découverts dans la tombe de son père à Saqqarah. Les seuls titres connus sont ceux de « fils du roi » (sȝ-nsw.t) et de « prêtre de Sopdou » (Jrj-ẖt-Spd.w),.